# 飛翔 (モニュメント)

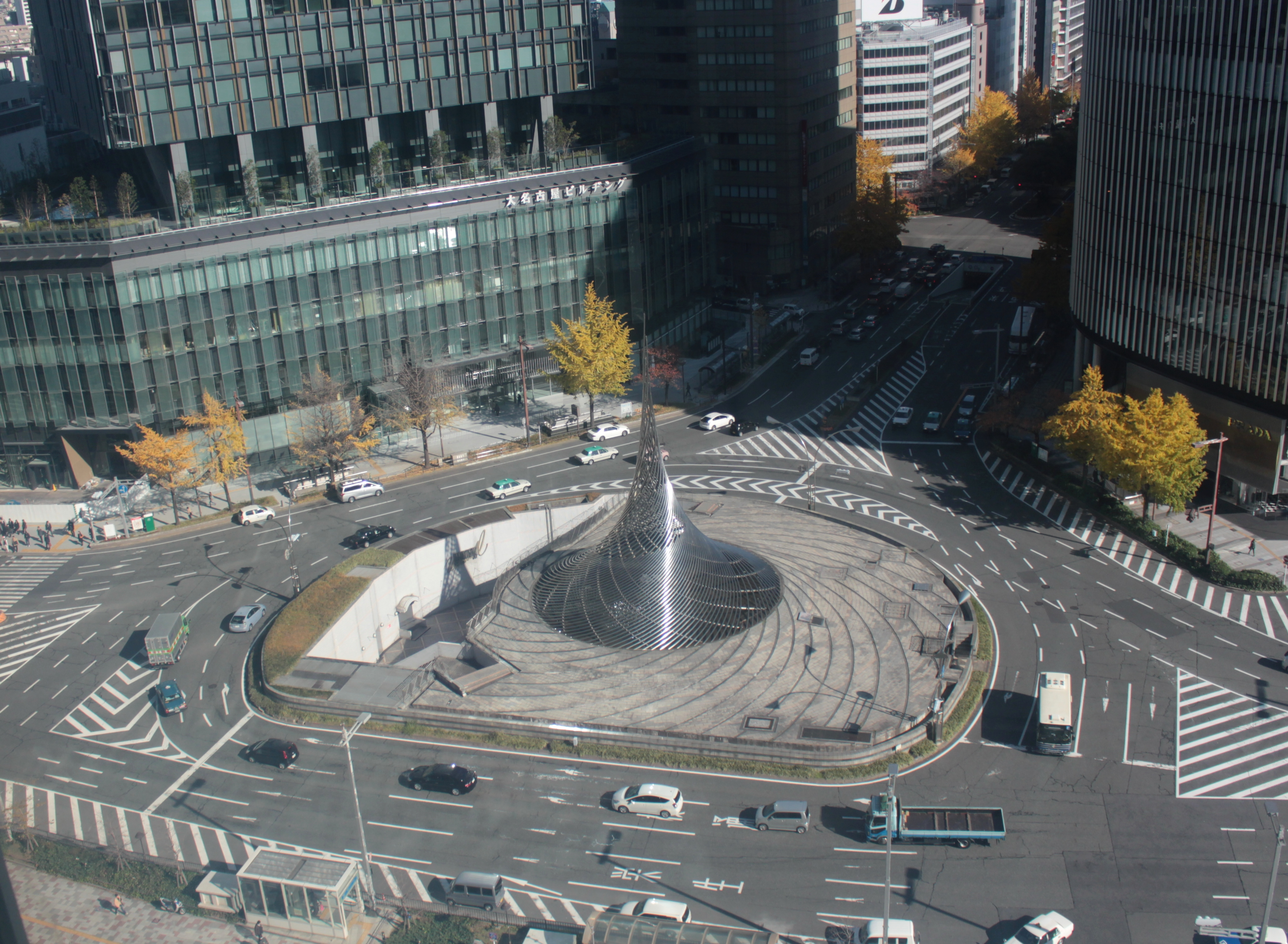
JRセントラルタワーズから見下ろす飛翔とロータリー交差点、左奥に大名古屋ビルヂング、右奥に名古屋ビルディング（2015年（平成27年）12月）

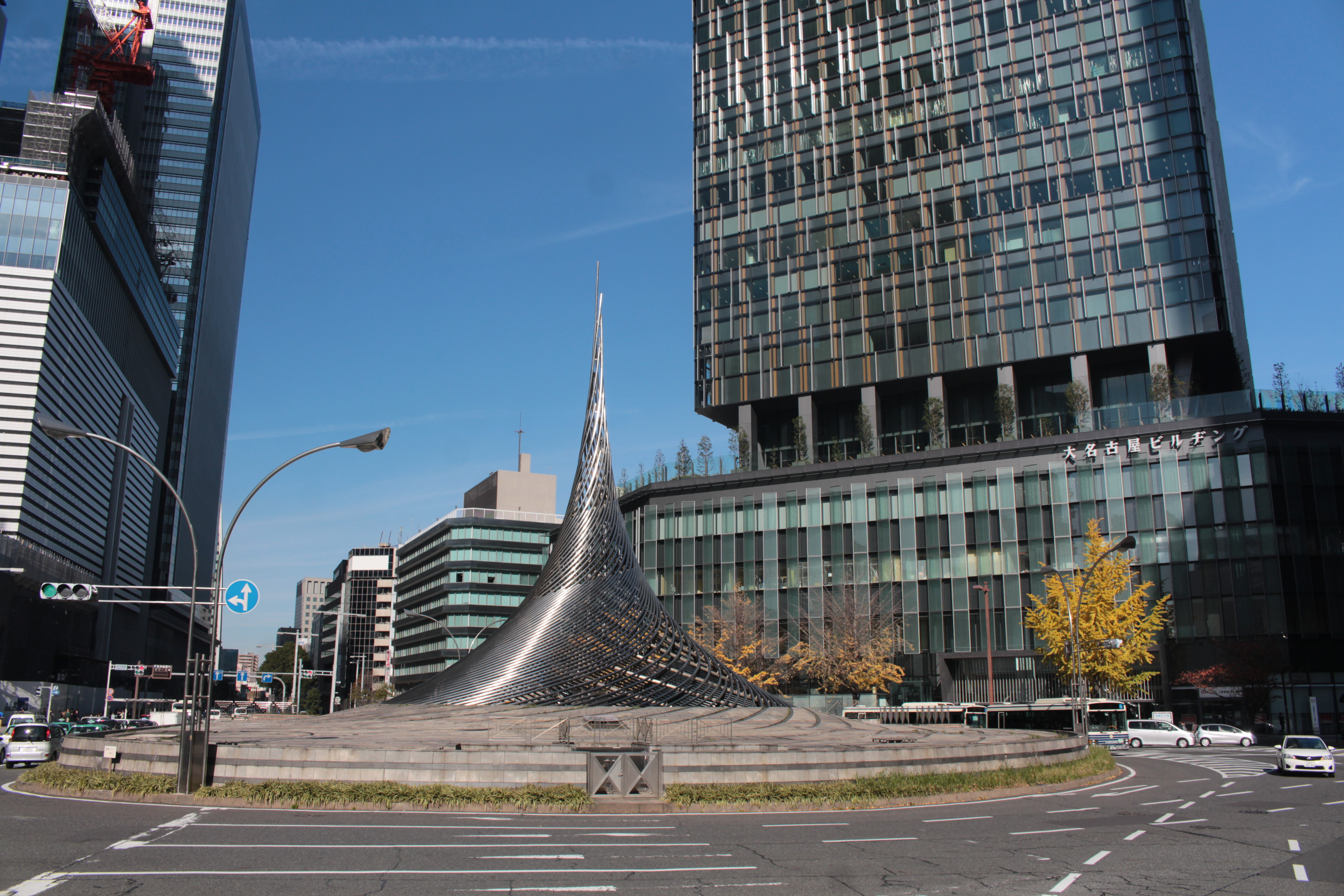
名駅桜通口の前にある飛翔、奥に大名古屋ビルヂング（2015年（平成27年）12月）

飛翔（ひしょう）は、愛知県名古屋市中村区名駅の桜通口の前にあったモニュメント。1989年（平成元年）に設置され、2022年（令和4年）に撤去された。

## 概要
銀色で、おおよそ円錐型をしており、名古屋駅前においてはシンボル的な存在である。
名古屋市制100周年の1989年（平成元年）、世界デザイン博覧会の開催に伴い、名古屋市営地下鉄桜通線の開通や、名古屋駅前のロータリー交差点の整備が行われた。この一環として、「過去から未来への発信」をテーマに、1987年（昭和62年）度に公開設計競技をして、集まった応募作品109点からデザインを選定した。設計者は伊井伸（いい しん）で、大成建設名古屋支店に勤務していた頃に手掛けた作品である。稼働開始は1989年（平成元年）7月12日である。

## 構造
高さは23メートル、底面の直径は21メートル、構造を支えるパイプが16本、化粧パイプが96本ある。噴水ホースと光ファイバーとナトリウムランプが備え付けてあるが、噴水機能があったのは2001年（平成13年）までで、水しぶきがロータリーの車にかかるため停止された。ライトアップも照明器具の不具合により2015年（平成27年）時点では行われていなかったが、2018年（平成30年）11月より、名駅地区のクリスマスイルミネーションにあわせて再開された。地下街ユニモールからつながる連絡通路もあり、災害時には一時避難場所として使うこともできる。
作品はスパイラル（渦巻）な上昇運動を表現し、都市を一つの上昇する乗直上昇運動体として見ようとする目があり、自然の動きの原理を造形のコンセプトにしていると言う。
デザインは縄文土器の縄をイメージしており、市民が大輪になって新しいまちづくりをすることと、21世紀に世界へ情報発信する名古屋を象徴している。
デザイン博覧会の基本理念である、○△□の形象化で、○は太陽や地球や宇宙や大地を象徴し、会場は白鳥公園。△は意志や発信を表し、未来や行動などの象徴で会場は名古屋港。□は日本古来の代表的な形であり、歴史や先人や伝統を象徴し、会場は名古屋城。それら○△□の形象化したのを応募作品の中から「飛翔」が選ばれ、デザイン博覧会の基本理念を象徴するモニュメントを名古屋駅前の場所に建てようと言う事で、「飛翔」は上から見ると円形になっており、横から見ると三角である。それがビルに囲まれた名古屋市の四角い都市空間に建つと言う意味からこの作品が選ばれたと言う。

## 撤去・移設
2015年（平成27年）11月26日、名古屋市会本会議の一般質問で同市市長の河村たかしは、2年をめどに飛翔を移設する見通しであることを明らかにした。2027年（令和9年）のリニア中央新幹線開業にむけて、名古屋駅前ロータリーは再整備が進んでおり、巨大な飛翔をどう扱うかが課題になっていた。
2018年（平成30年）12月、市は、飛翔撤去後の広場を整備する方針を固めた。広場の両側に一般車とタクシーの乗降場を別々に配置するほか、乗り換え時に雨にぬれないように大きな屋根を設置することを検討している。駅前の道路はY字形になる予定。
飛翔は2020年（令和2年）度に解体を始める予定で、解体後は飛翔の一部を移設・保存する方針である。ステンレス管を溶接した構造であるのでそのまま移設することが困難であり、解体後の2021年（令和3年）度から再び組み立てられるか検討を始める予定である。
2020年（令和2年）3月6日、河村市長は飛翔の移設先をささしまライブの名古屋高速5号万場線高架下で調整していることを明らかにした。この発表後、飛翔の設計者である伊井伸が同年3月1日に72歳で亡くなっていたことが判明した。

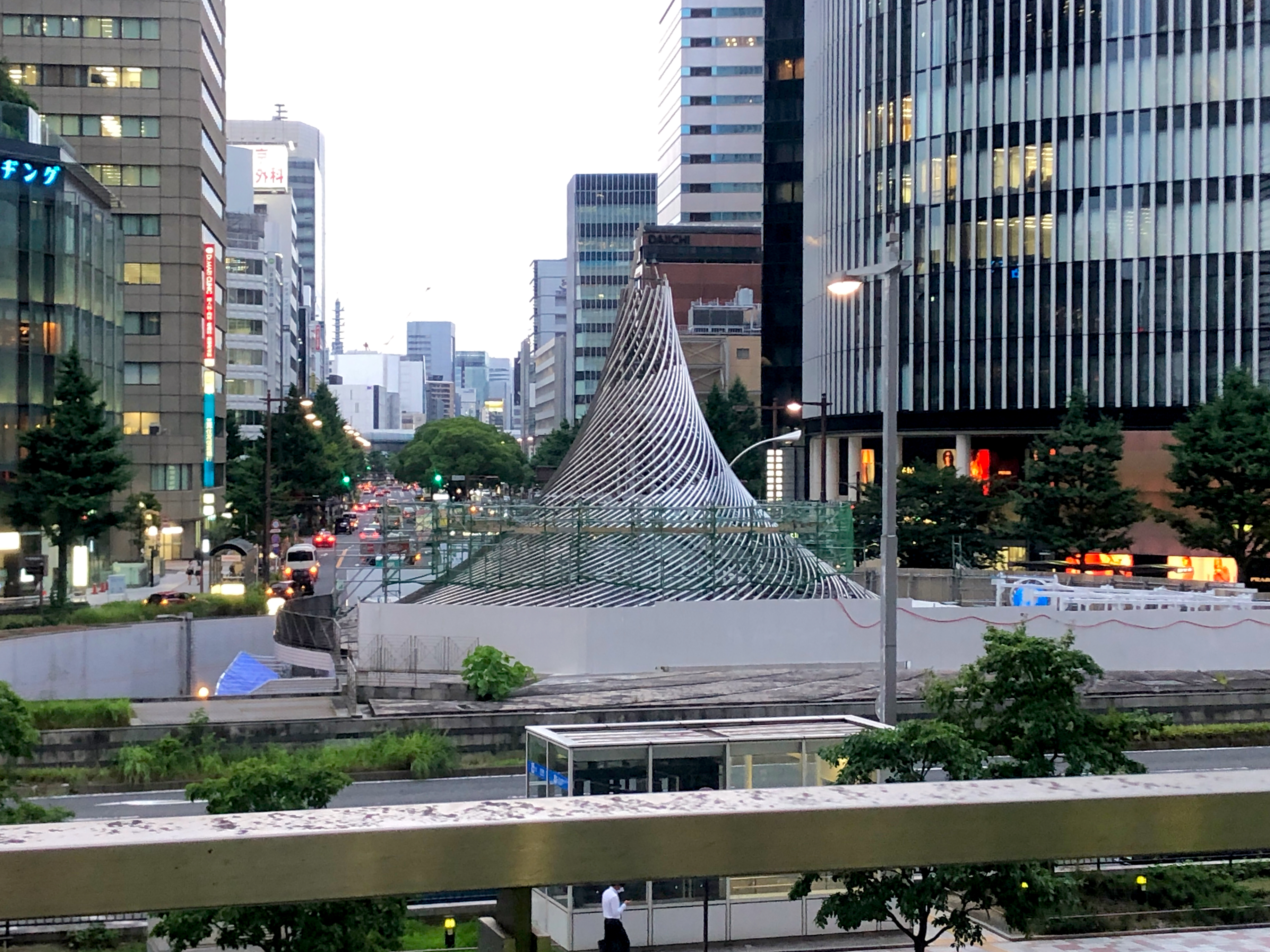
解体が始まり、先端部が撤去された飛翔

2021年（令和3年）3月3日から解体工事が始まった。2022年（令和4年）7月9日には先端部が撤去された。市は先述のようにささしまライブ高架下への移設を検討していたが、移設できる場所がないためこれを断念し、港区の市有地で保管し今後について検討する予定である。

## ギャラリー
- 2005年（平成17年）8月
- 2012年（平成24年）9月
- 2019年（令和元年）9月